# بایلاخال
بایلاخال (به لاتین: Bayelakhal) یک روستا در بنگلادش است که در استان باریسال و در ناحیه باریسال واقع شده است.